# Patinage de vitesse sur piste courte
Vous lisez un « bon article » labellisé en 2018.
Le patinage de vitesse sur piste courte (ou patinage de vitesse courte piste au Canada, ou  short-track  en France, en Belgique et en Vallée d'Aoste) est un sport similaire au patinage de vitesse sur piste longue. Il naît au début du XXe siècle pour permettre aux patineurs de vitesse de s'entraîner en intérieur ; les spécificités de la piste mènent à la création d'un sport à part entière, dont la première compétition internationale est organisée en 1921.
En patinage de vitesse sur piste courte, 2 à 10 patineurs ou 2 à 6 équipes font la course en même temps sur une piste en forme d'anneau, de 111,12 m de circonférence et délimitée par des plots en caoutchouc. Chaque concurrent a comme objectif d'être le premier à franchir la ligne d'arrivée. Les trois distances principales sont le 500 m (4,5 tours), 1 000 m (9 tours) et 1 500 m (13,5 tours). La Corée du Sud, la Chine et le Canada sont les trois pays historiquement en tête des classements mondiaux.
L'International Skating Union reconnaît le short-track en 1967 et organise les premiers championnats du monde de patinage de vitesse sur piste courte en 1981 à Meudon-la-Forêt. Le sport devient olympique aux Jeux olympiques d'hiver de 1992 à Albertville.
Le calendrier des compétitions est rythmé par les coupes du monde, réparties sur toute la saison sauf pendant les années olympiques où elles servent de qualifications et s'arrêtent en fin d'année civile. Les deux compétitions principales sont les championnats du monde, organisés chaque année en fin de saison (mars ou avril) et les Jeux olympiques.

## Historique

### Origines
Les patineurs de vitesse organisent des courses en mass start sur une piste ovale dès 1905. Manquant de pistes en extérieur, les Américains commencent à s'entraîner en intérieur, sur des pistes plus courtes. Les problématiques qui se posent sont différentes : les virages sont plus serrés, les lignes droites plus courtes et les tactiques pour gagner une course diffèrent.
Les États-Unis et le Canada organisent des courses en patinoire couverte chaque année, avec la première compétition internationale organisée en 1921.
Dans les années 1920 et 1930, le patinage de vitesse sur piste courte devient populaire en Grande-Bretagne, au Japon, en France, en Belgique et en Australie.
En 1932, aux Jeux olympiques de Lake Placid, les courses de patinage de vitesse peuvent se faire avec jusqu'à six patineurs en même temps, bien que toujours sur une piste de 400 m. Le format dit des « Règles nord-américaines » est très controversé, surtout par les Finnois et les Norvégiens. Les épreuves reprennent leur format à deux personnes par course dès les Jeux olympiques suivants.
L'International Skating Union reconnaît le short-track en 1967. Le premier championnat international reconnu se déroule à Solihull en 1978, et il est remporté par Alan Rattray et Celeste Chlapaty.

### Histoire olympique
Les premiers championnats du monde de patinage de vitesse sur piste courte sont organisés en 1981 à Meudon-la-Forêt, en France,.
En 1991, l'ISU organise les premiers championnats du monde par équipe de patinage de vitesse sur piste courte à Séoul, en Corée du Sud : ils sont remportés par l'équipe du Japon chez les hommes, tandis que le Canada remporte l'édition féminine.
Le short-track est sport de démonstration olympique à Calgary, et parvient à convaincre le président du Comité international olympique Juan Antonio Samaranch et le président de l'International Skating Union Olaf Poulsen. Il devient ainsi sport olympique à part entière aux Jeux olympiques d'hiver de 1992 à Albertville sur le 1 000 m hommes, 500 m femmes, 5 000 m relais hommes et 3 000 m relais femmes. Le premier médaillé olympique de l'histoire du short-track est le Coréen Kim Ki-hoon qui remporte le 1 000 m en 1 min 30 s 76 à Albertville. Chez les femmes, la première médaillée est l'Américaine Cathy Turner.
Aux Jeux olympiques de 1994, à Lillehammer, le programme de short-track est complété par le 500 m hommes et le 1 000 m femmes. Kim Ki-hoon et Cathy Turner réitèrent leur médaille d'or des Jeux précédents. L'Américain Eric Flaim est le premier athlète à remporter des médailles olympiques à la fois en patinage de vitesse et en patinage de vitesse sur piste courte, avec l'argent au 1 500 m longue piste en 1988 et au relais du patinage de vitesse sur piste courte en 1994. L'équipe de relais masculine australienne est la première équipe d'Australie médaillée à des Jeux olympiques d'hiver. Kim Yun-mi, 13 ans, devient la plus jeune médaillée d'or de l'histoire des Jeux olympiques d'hiver après le relais féminin du 3 000 m.
Les premiers championnats du monde junior de patinage de vitesse sur piste courte sont organisés à Lillehammer plus tard la même année, et quatre des six médailles d'or y sont remportées par des patineurs sud-coréens.
En 1997, le circuit de Coupe du monde de patinage de vitesse sur piste courte est créé, ainsi que les Championnats d'Europe de patinage de vitesse sur piste courte dont la première édition est organisée à Malmö.
Les Jeux olympiques de Nagano en 1998 sont les premiers où le temps des patineurs est mesuré au millième de seconde près.
Le 1 500 m, masculin et féminin, est ajouté au programme des Jeux olympiques de Salt Lake City en 2002. En finale du 1 000 m, dans le dernier virage, Li Jiajun tente de dépasser Apolo Anton Ohno, en première place du peloton. Les quatre premiers de la course tombent tous ensemble. L'Australien Steven Bradbury, en retard sur le peloton, est le seul à rester debout et gagne la course.
Aux Jeux olympiques de Turin, la Corée du Sud remporte six médailles d'or (sur 8 événements) et dix médailles au total.Ahn Hyun-soo remporte l'or au 1 000 m, au 1 500 m et au relais, ainsi que le bronze au 500 m.
Après les Jeux de Turin, Ahn Hyun-Soo se blesse gravement et est exclu de l'équipe des Jeux de 2010 par sa fédération, n'ayant pas pu participer aux compétitions internationales de la saison précédente. Il déménage en Russie et prend le nom de Viktor Ahn. De son côté, aux Jeux olympiques d'hiver de 2010, Apolo Anton Ohno gagne l'argent au 1 500 m et le bronze au 1 000 m et au relais, ce qui fait de lui le premier patineur de vitesse sur piste courte à gagner huit médailles olympiques. L'image de Charles Hamelin remportant le 1 500 m, puis se jetant sur la rambarde pour embrasser sa fiancée et coéquipière Marianne St-Gelais, est considérée par le grand public canadien comme une des images les plus marquantes des Jeux de Vancouver. Wang Meng obtient sa sixième médaille olympique à Vancouver, ce qui fait d'elle la patineuse de vitesse sur courte piste la plus médaillée aux Jeux olympiques ainsi que l'olympienne chinoise la plus médaillée aux Jeux d'hiver.
Aux Jeux olympiques de 2014 à Sotchi, le retour de Viktor Ahn est marqué par trois médailles d'or (500 m, 1 000 m et relais masculin) et une médaille de bronze au 1 500 m. Avec huit médailles au total, il est à égalité avec Apolo Anton Ohno qui a pris sa retraite, en tant que patineur de vitesse sur piste courte avec le plus de médailles olympiques. Chez les femmes, la Coréenne Park Seung-hi remporte le 1 000 m. Toutes les autres médailles d'or féminines sont remportées par les Chinoises.
Aux Jeux olympiques de 2018 à Pyeongchang, Arianna Fontana remporte trois médailles olympiques dont sa première médaille d'or. Elle devient donc la patineuse la plus médaillée de l'histoire olympique, aux côtés d'Ohno et de Ahn. Elle les dépasse avec trois médailles de plus aux Jeux olympiques de 2022.

## Épreuves

### Distances
Le patinage de vitesse sur piste courte comprend trois distances masculines et féminines : le 500 m (4,5 tours), le 1 000 m (9 tours) et le 1 500 m (13,5 tours),.
Le 500 m est une épreuve de sprint où le premier demi-tour est déterminant. Le 1 000 m allie le sprint et la stratégie. Le 1 500 m, quant à lui, est une épreuve considérée comme discipline d'endurance : quatre manches sont disputées dans la journée. Les patineurs préfèrent généralement privilégier la stratégie, quitte à démarrer la course plus lentement.
Le 3 000 m (27 tours) est parfois parcouru sous forme de « superfinale » et disputé seulement par les huit premiers athlètes du classement d'une compétition.

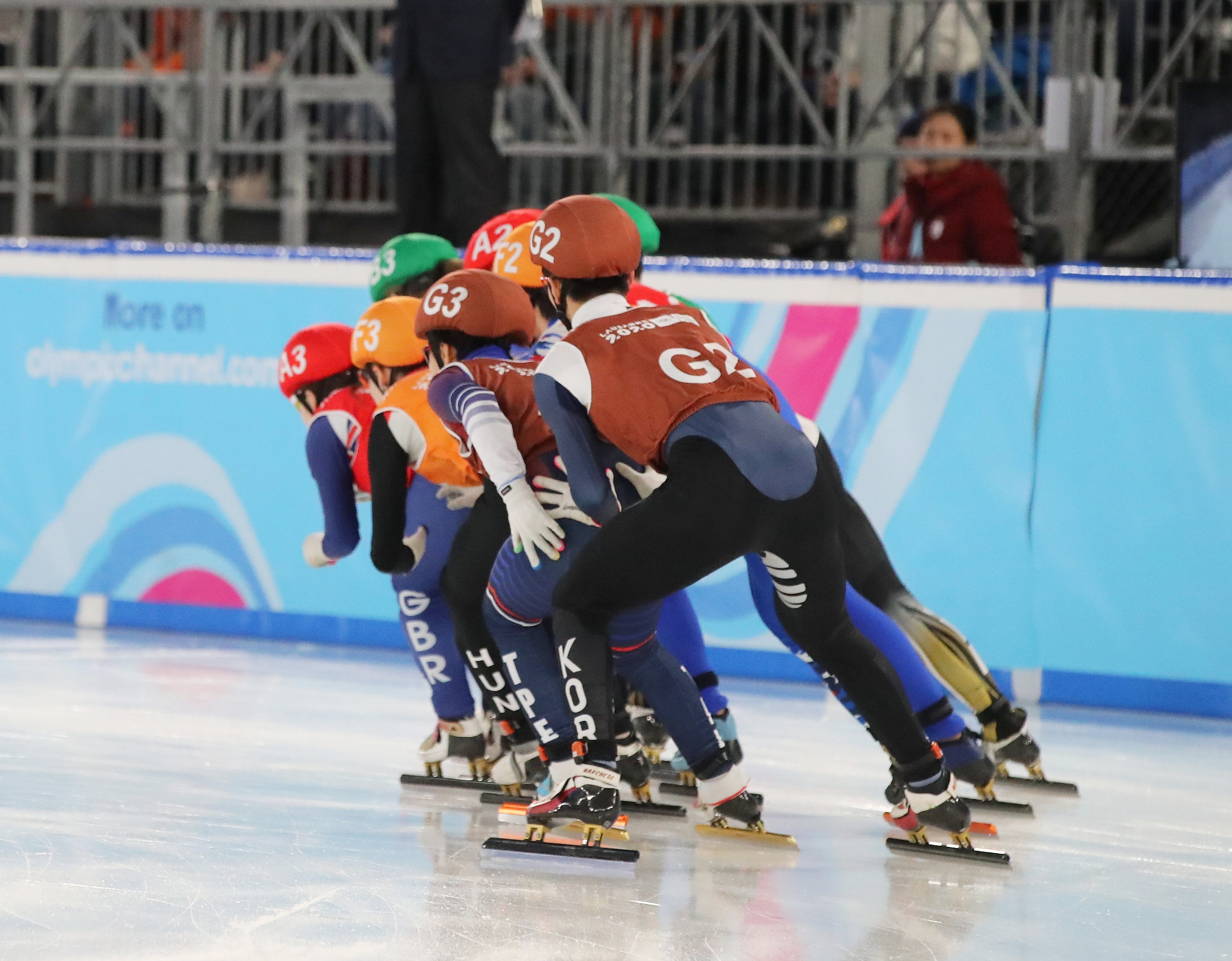
Passages de relais en finale A des Jeux olympiques de la jeunesse d'hiver de 2020.

Enfin, le relais (3 000 m pour le féminin, 5 000 m pour le masculin) se joue avec quatre patineurs par équipe. Chaque patineur patine généralement pendant un tour et demi ou deux tours, tandis que les trois autres suivent son parcours à l'intérieur de l'ovale pour récupérer le relais en cas de chute ou de passation. Un contact physique permet de passer le relais : en général, l'athlète en fin de passage pousse l'arrivant pour lui donner de l'élan.
Sur la ligne de départ, les patineurs s'alignent dans un ordre défini par tirage au sort ou par le meilleur temps réalisé à la course précédente. L'athlète au rang 1 est la plus proche du centre de la piste. Au 500 m et au 1 000 m, on considère qu'un athlète est légèrement avantagé s'il démarre en 1 ou 2. L'ordre arrivée se mesure à partir de l'extrémité avant de la lame plutôt qu'à la position du corps : à la fin d'une course, les patineurs étendent donc leur jambe avant le plus possible pour gagner quelques centimètres.

### Déroulement des compétitions
Au 500 m et au 1 000 m aux Jeux Olympiques, la compétition débute avec 32 patineurs au premier tour, soit huit courses de quatre patineurs chacune. Les deux premiers de chaque course accèdent en quarts de finale. En quarts de finale, les 16 patineurs sont divisés en quatre courses de quatre concurrents. Les deux premiers accèdent en demi-finales. Ces huit athlètes sont répartis en deux courses de quatre. Les deux premiers passent en finale A, les deux suivants en finale B. La finale A définit les quatre premières concurrents de la distance, la finale B les concurrents suivants dans le classement. En cas de pénalités multiples, il arrive néanmoins que des participants de la finale B soient médaillés.
Au 1 500 m, les qualifications (« heats ») comptent 36 concurrents au lieu de 32 aux Jeux Olympiques. Le premier tour est constitué de six groupes de six patineurs. Les trois premiers passent en demi-finales, où l'on compte trois fois six patineurs. Les trois premiers passent en finale A, les trois suivants en finale B. Un compétiteur ne doit jamais participer à deux courses espacées de moins de quinze minutes.

## Règlement

### Piste

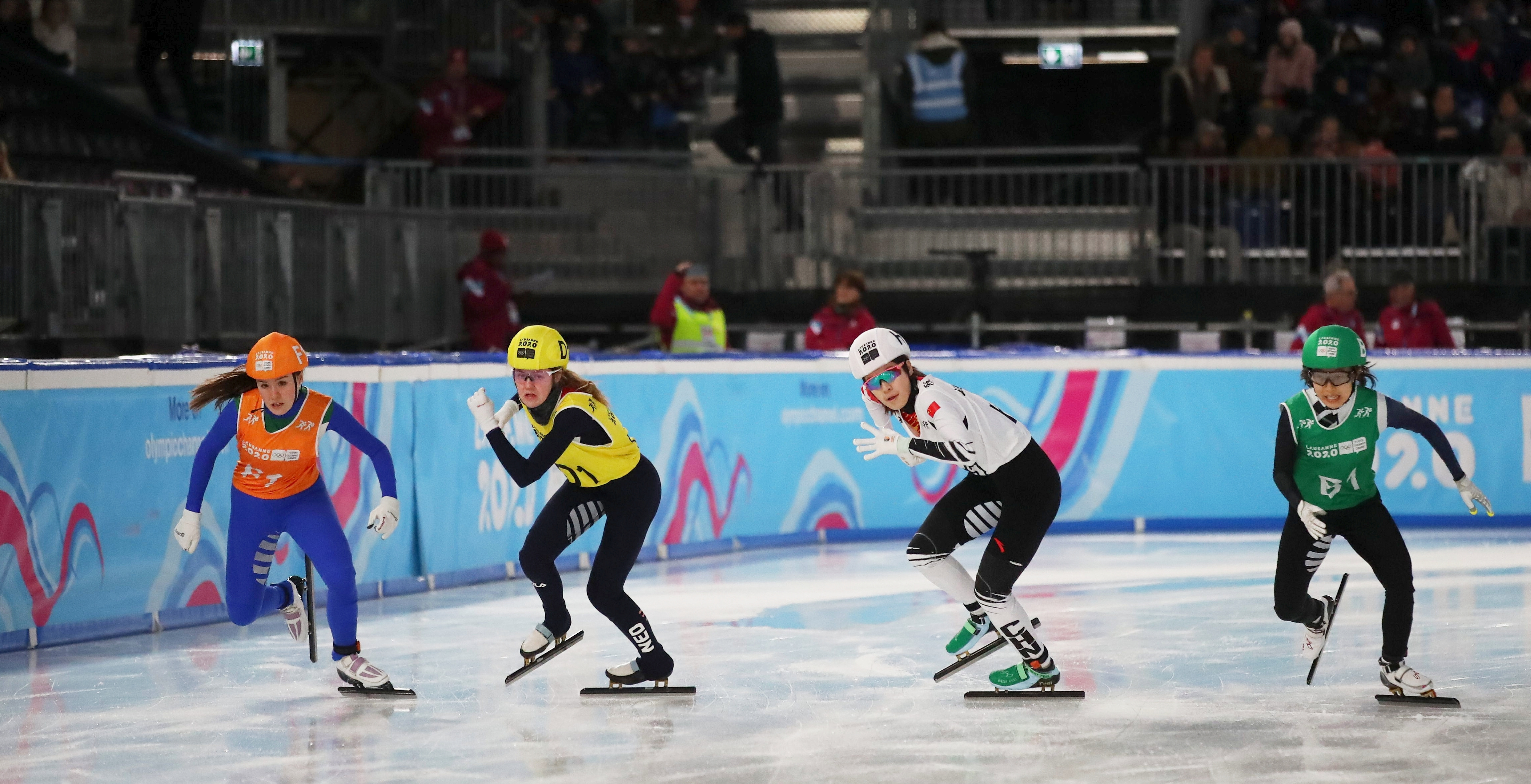
Départ d'une course.

La ligne intérieure de l'anneau ovale fait 111,12 m, dans une patinoire intérieure de 60 m par 30 m au minimum. Les courbes doivent être symétriques et les lignes droites font 7 m de largeur. La piste n'est pas divisée en couloirs, le  patineur situé à l'intérieur a donc un léger avantage sur ses concurrents. Les tours de piste s'effectuent toujours dans le sens antihoraire.
L'intérieur de la piste est marqué avec sept plots en plastique noir dans chaque virage, facilement retirables pour ne pas occasionner de blessures si quelqu'un pose le pied dessus. Un patineur mettant le pied à l'intérieur de la piste est disqualifié à moins de passer à l'intérieur de la piste pour recommencer le virage. Les plots peuvent être placés sur cinq lignes différentes éloignées d'un mètre chacune afin de maintenir la piste en bon état et d'éviter de creuser la glace. Pour chaque dessin[pas clair] de pistes, on utilise la même ligne d'arrivée sauf pour la ligne de départ : sur une course à nombre entier de tours (1 000 m, 3 000 m, 5 000 m) on a une ligne unique et sur une course à demi-tours (500 m et 1 500 m), cinq lignes sont utilisées, chacune correspondant à une ligne de virages afin de garder la même distance parcourue. En demi-finales et finales en compétition, seules les trois lignes du milieu sont utilisées.
Les murs de l'anneau sont couverts d'épais matelas visant à amortir les chutes, très fréquentes,. Les matelas sont imperméables mais ne résistent pas toujours aux coupures. Ils sont attachés à la fois entre eux et à la rambarde. Il y a au minimum 4 m entre la ligne intérieure de la piste et les matelas de protection.
Un système de photo-finish permet de mesurer les temps au millième de seconde près. Pour les événements de l'International Skating Union (Coupes du monde, Championnats du monde et Championnats d'Europe) et les Jeux olympiques, un système d'assistance vidéo doit être mis en place. Un patineur ayant plus d'un tour de retard sur ses adversaires, généralement après une chute, doit patiner en extérieur de piste pour ne pas les gêner.

### Fautes
En compétition, plusieurs règles entraînent une pénalité. Un patineur ne peut pas passer à l'intérieur des blocs délimitant les virages (« off-track »), toucher ou pousser volontairement un adversaire (« impeding ») ou faire preuve d'un comportement anti-sportif, ce qui inclut les cris, insultes ou menaces. Dans ce cas, si la personne gênée est considérée comme pouvant prétendre à une place au tour suivant sans la faute, les juges peuvent choisir de l'avancer au tour suivant.
Il est dangereux de passer la ligne d'arrivée avec le pied antérieur en l'air, ce qui entraîne aussi une pénalité (« kicking-out »). Le patineur ne peut pas apporter une aide physique à un autre patineur, par exemple en le poussant pour lui donner de l'élan, sauf en relais (« assistance »).
Le patineur doit être muni de son équipement de protection complet, en particulier d'un protège-tibia, de protections pour les genoux, de gants (blancs lors des compétitions de la ISU), d'un casque et d'un tour de cou en kevlar. S'il manque un élément de l'équipement, le patineur est interdit de concourir et fait l'objet d'une pénalité (« equipment »). Il en est de même pour un patineur qui réalise un ou deux faux départs dans la même course, tout dépend du règlement décidé avant la compétition (un seul faux départ permis, depuis la saison 2022-2023, aux compétitions internationales).
Dans le cas spécifique du relais, le patineur sur la piste peut être remplacé à tout moment sauf dans les deux derniers tours où il faut impérativement garder le même patineur. Si un patineur reçoit une pénalité, l'équipe entière est pénalisée.
Enfin, un patineur peut se voir marqué de la mention « did not finish (DNF) » s'il ne finit pas la course ou que sont patin ne touche pas la ligne d'arrivée a la fin de la course, ce qui est courant en cas de blessure, ou « did not skate (DNS) » s'il ne s'est pas présenté à la ligne de départ.
Si un incident[Quoi ?] particulièrement grave survient, le patineur peut recevoir un carton jaune ou rouge. Deux pénalités sur une distance entraînent un carton jaune et l'exclusion du patineur pour cette distance. Deux cartons jaunes sur une même compétition entraînent un carton rouge et l'exclusion de la compétition.
Un patineur recevant deux cartons rouges ou 4 cartons jaunes (2 cartons jaunes valent 1 carton rouge, exemple: 1 rouge et 2 jaunes) en moins de douze mois est temporairement exclu des compétitions de l'International Skating Union.

### Catégories d'âge

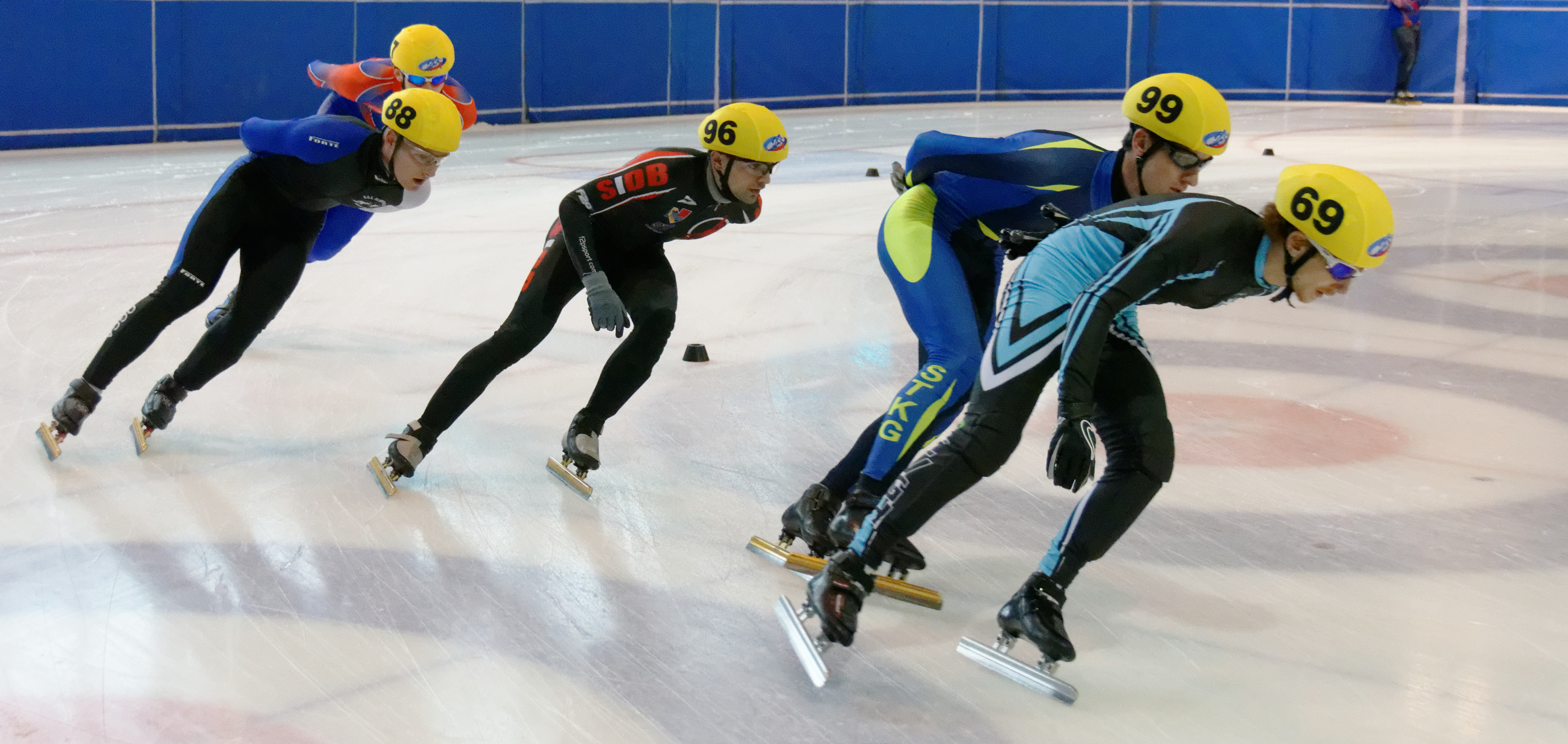
Trophée du Grand Lion 2015.

La plupart des compétitions nationales et certaines compétitions internationales, comme les Star Class (équivalent des Championnats d'Europe pour les juniors), sont divisées en catégories d'âge. Le changement de classe d'âge se fait en fonction de l'âge du sportif au premier juillet précédant le début de la saison en cours. Les classes d'âge vont de Junior F (moins de 9 ans) à Junior A (17 à 18 ans en début de saison), puis Senior jusqu'à l'âge de 39 ans. Certaines compétitions différencient les Vétérans.

## Officiels

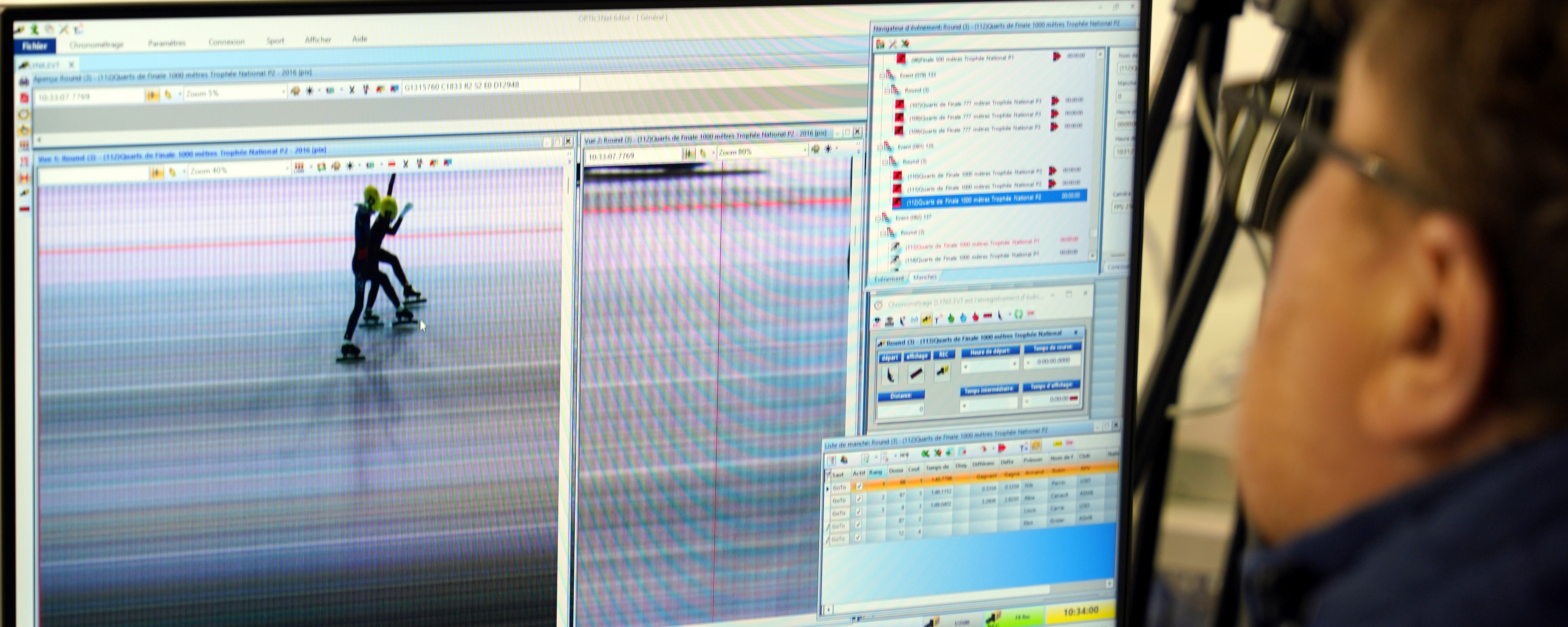
juge vérifiant la photo d'arrivée.

Il existe trois catégories d'officiels nécessaires au déroulement des compétitions : les juges-arbitres, les starters, et les competitor stewards. Une personne dont la candidature est acceptée par l'ISU conserve ce statut jusqu'à l'âge de 70 ans sauf  sur demande motivée de la part de l'officiel ou d'un tiers ou en cas de faute grave. Afin de prétendre au statut d'officiel international, une personne doit avoir été nommée par la fédération de son pays pour tenir ce rôle à deux championnats nationaux ou posséder un diplôme spécifique accordé par la fédération.
Aux grandes compétitions, on compte un minimum un juge-arbitre, deux assistants au juge-arbitre, trois assistants au juge-arbitre s'occupant des vidéos, deux starters et deux stewards. Les organisateurs de compétitions ajoutent souvent une personne chargée de vérifier les présences dans le « heat box » où les patineurs attendent leur tour avant une course, un juge vérifiant la photo finish, une personne mesurant le temps au tour des patineurs, un annonceur et des ramasseurs de plots (sur le modèle des ramasseurs de balle en tennis).
La présence d'un médecin et de deux secouristes, au minimum, est également obligatoire pour toute compétition.

### Juges-arbitres
Le juge-arbitre décide des pénalités à appliquer. Il peut modifier la procédure de qualification en accord avec les règles internationales, donner des informations à l'ISU sur la qualité de la glace et rapporte les résultats de la compétition à l'ISU dans les trente jours qui la suivent. Il peut, si la qualité de la glace est trop mauvaise, empêcher la tenue d'une compétition ou demander son déplacement vers une autre structure.
Il peut faire le choix d'expulser tout patineur, entraîneur ou officiel de la compétition. Il peut aussi avancer un patineur au tour suivant si sa non-qualification est  imputable à un autre patineur ou à un problème technique et que l'intéressé aurait normalement dû se qualifier.
Les assistants juges-arbitres doivent noter toutes leurs observations pendant chaque course et en faire part au juge-arbitre pour l'aider à prendre ses décisions.
Le juge-arbitre et ses assistants doivent porter des patins et être au centre de la piste.

### Starters
Le starter annonce « go to the start, ready » puis tire un coup de pistolet au début de chaque course. Les instructions doivent toujours être données en anglais. Il tire un deuxième coup de pistolet en cas de faux départ. Dans le cadre du relais, il tire un coup de pistolet à trois tours de l'arrivée de la première équipe.
Le starter peut avoir un pistolet chargé de pétards ou un dispositif électronique qui fait un bruit similaire à celui d'un pistolet. Au moment du tir, il faut que le pistolet émette de la fumée ou un signal visuel clair pour d'éventuels patineurs malentendants.

### Autres officiels
Le Competitor Steward vérifie l'égibilité de tous les athlètes inscrits à la compétition et organise l'ordre de départ pour chaque course.
Le Heat Box Steward vérifie que les patineurs sont bien dans le box en bord de piste avant le début de la course. Il appelle les patineurs un par un et vérifie qu'ils portent tout l'équipement réglementaire ainsi que leur numéro de casque.
Une personne doit mettre à jour à chaque tour un compte-tours visible par les patineurs quand ils arrivent au niveau de la ligne d'arrivée. Quand le premier patineur de la course arrive à un tour de la fin, il fait sonner une cloche. Une personne peut également chronométrer le temps par tour de chaque patineur.
L'annonceur doit annoncer qui participe à chaque course, ainsi que les pénalités éventuelles. Il peut parfois être le commentateur de la course et doit être entendu par le public et par les compétiteurs. Les annonces doivent toujours être faites en anglais, éventuellement dans d'autres langues après l'annonce en anglais.
Enfin, les ramasseurs de plots doivent porter des patins. Quand un plot est déplacé pendant la course, ils doivent le récupérer et en placer un nouveau en évitant tout contact avec les patineurs.

## Matériel

### Patins

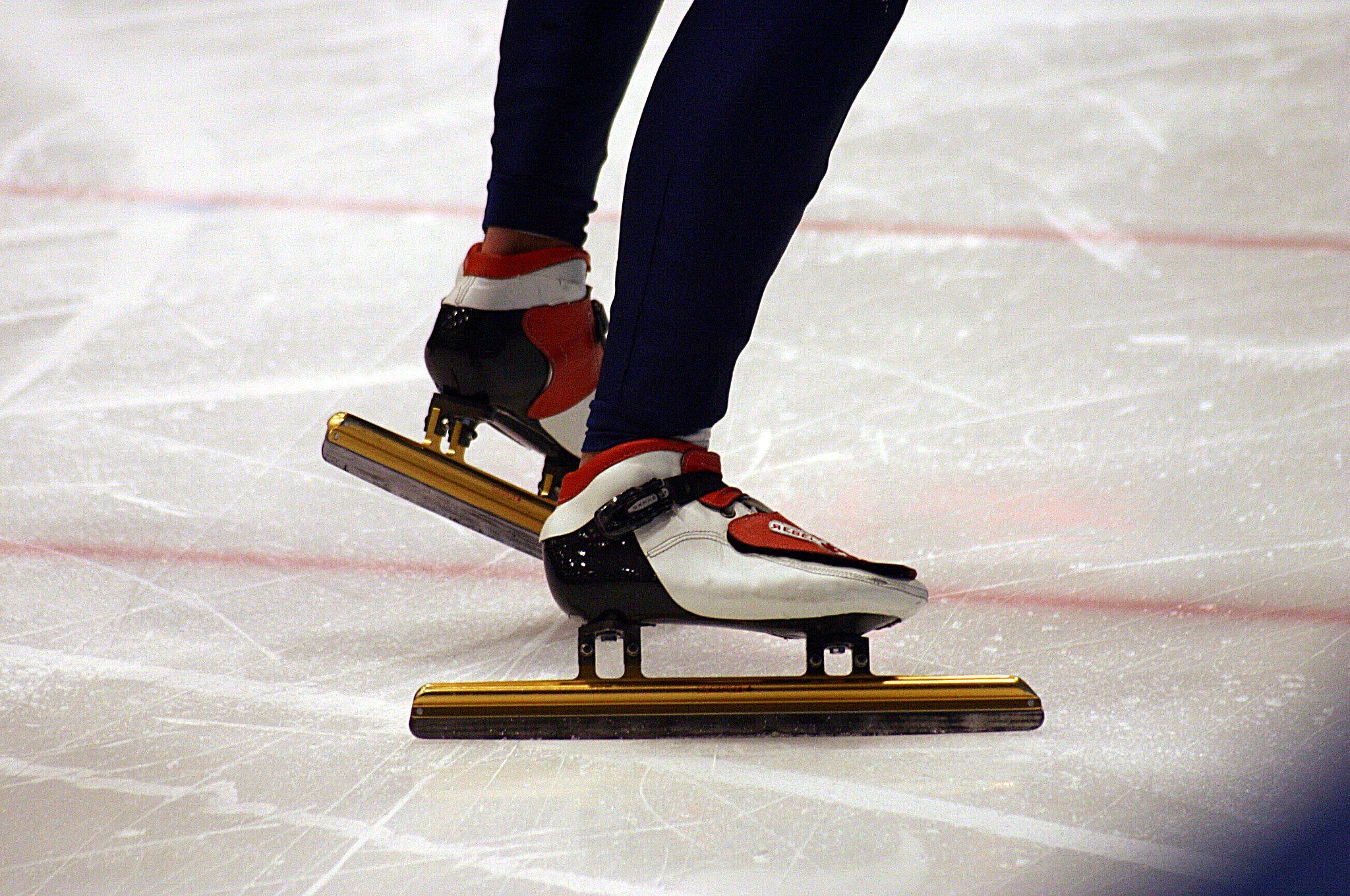
Patins et lames de short-track.

Les patins sont plus hauts que ceux de patinage de vitesse classique, pour mieux protéger la cheville. Ils sont généralement constitués de fibre de verre, de carbone et de Kevlar. À haut niveau, ils sont moulés au pied de l'athlète qui ne porte pas de chaussettes.
Les patins « claps » de la longue piste n'ont pas fait leur apparition dans le patinage sur piste courte pour des raisons pratiques et sécuritaires,.
Les supports de lames des patins de courte piste sont plus hauts que ceux de longue piste. En surélevant la botte, le patineur peut se pencher davantage, avant que la botte ne vienne toucher la glace. Cette inclinaison lui permet de se maintenir dans des virages plus courbés,.

### Lames
À première vue, les patins de courte piste pourraient être confondus avec ceux de longue piste, en particulier en raison de leur longueur de 13 à 19 pouces. En courte piste, les virages sont beaucoup plus serrés qu'en longue piste : les lames du patinage courte-piste subissent donc divers réglages spécifiques permettant d'accroître le contrôle du patineur.
La lame est souvent décentrée : vue de dessus, elle pointe vers la gauche. Ce changement d'angle permet au patineur de s'incliner davantage et de virer plus court.
Par ailleurs, la lame n’est pas parfaitement droite, mais courbe. Un réglage s'effectue afin que la lame suive naturellement un parcours courbé vers la gauche d'un rayon de 8 à 12 mètres en général, selon les préférences du patineur. À l'aide d'une machine, on gruge[pas clair] aussi la lame pour qu'elle prenne la forme d'un arc léger appelé le berceau. Son réglage, qui dépend des préférences du patineur, améliore la stabilité dans les virages ainsi que la poussée dans les lignes droites.
Les lames sont enfin aiguisées à la main à l'aide d'une pierre à huile, généralement entre chaque course. Les finitions sont faites à l'aide d'une pierre plus petite en alliage de métal et de diamant, également à la main et d'un burin.

### Autres éléments de matériel
La combinaison est généralement en lycra, résistante aux coupures. Elle est semblable à celle du patinage de vitesse, mais ne comporte pas de capuche. Les patineurs ont l'obligation de porter une protection en Kevlar au niveau du cou et de la poitrine. Elle peut être cousue dans la combinaison,.
Les patineurs portent des gants, généralement en Kevlar, pour protéger leurs mains des lames des concurrents. Avec la vitesse, ils posent souvent la main par terre pour gagner en équilibre dans les virages. Afin d'aller plus vite et pour protéger le tissu, ils peuvent ajouter des boules en plastique au bout des doigts de la main gauche.
Un casque rigide est obligatoire pour participer à une course afin de se protéger contre les éventuels contacts avec les concurrents, la glace ou les murs.
Les patineurs portent enfin des protections aux genoux et aux tibias pour se protéger des lames de leurs concurrents.

## Effets sur le physique des patineurs

### Blessures
Les blessures sont très courantes, à l'occasion de chutes à l'entraînement ou en compétition. La plupart des patineurs de haut niveau rapportent avoir subi au moins une blessure chaque saison ; les plus courantes sont les coupures au tibia ou au mollet et la fracture de la cheville. Les blessures sont généralement localisées au genou, au dos, à la jambe et à l'aine.

### Effets à long terme
Les patineurs tournent toujours vers la gauche et sont de ce fait déséquilibrés musculairement. Leurs quadriceps et fessiers sont plus développés à droite, leurs lombaires penchent légèrement vers la gauche et les articulations sont plus fortes à gauche et plus souples à droite. La différence est parfois visible à l'œil nu et avoisine les 0,67 centimètres en moyenne au sein de l'équipe nationale américaine pour les cuisses.
À l'entraînement, les sportifs de haut niveau font de la musculation ou des étirements pour rétablir un semblant d'équilibre mais ce n'est pas une priorité. Paradoxalement, le déséquilibre peut être un avantage dans ce sport, quitte à engendrer des problèmes de santé sur le plus long terme. Ils se rendent compte qu'ils ont du mal à tourner vers la droite, par exemple en skiant, et qu'ils manquent sévèrement de coordination.
Les patineurs sont souvent affectés par des douleurs au bas du dos, le dos n'étant pas aussi musclé que le bas du corps.

## Compétitions principales
Le short-track est sport de démonstration olympique à Calgary. Il devient sport olympique à part entière aux Jeux olympiques d'hiver de 1992 à Albertville. Les Jeux olympiques sont la consécration ultime des patineurs de vitesse sur piste courte.
En 1981, l'International Skating Union lance les championnats du monde de patinage de vitesse sur piste courte, qui sont annuels et représentent la première compétition mondiale sanctionnée par la fédération, bien que des éditions officieuses aient été organisés dès 1978. Il s'agit de la compétition annuelle la plus importante du short-track. Les premiers championnats du monde junior de patinage de vitesse sur piste courte sont organisés pour la première fois en 1994 : ils sont annuels et regroupent les patineurs de moins de 20 ans. 
En 1997, le circuit de coupe du monde de patinage de vitesse sur piste courte est créé. Il récompense les patineurs qui ont obtenu des résultats constants sur la saison, comptant 6 manches de septembre à février, sauf pendant les années olympiques où il sert de qualifications et s'arrête après 4 manches de septembre à décembre. La Coupe du monde de patinage de vitesse sur piste courte 2024-2025 permet aux patineurs de s'affronter sur toutes les distances comme aux Championnats du monde et est renommée Short Track World Tour ; elle conserve le format en six manches par saison.

## Grands noms du patinage de vitesse sur piste courte
Arianna Fontana possède le record de médailles olympiques avec 11 médailles, devant Viktor Ahn (anciennement connu sous le nom Ahn Hyun-soo) et Apolo Ohno avec un total de 8 médailles chacun. Ahn compte 6 médailles d'or à son actif, gagnées en 2006 et 2014. Ohno est l'olympien américain le plus médaillé en hiver à la suite des olympiades de 2002, 2006 et 2010 et Fontana est la seule à avoir obtenu ses médailles sur cinq olympiades différentes. Wang Meng et Chun Lee-kyung détiennent toutes les deux 4 médailles d'or, respectivement en 2006 et 2010 et en 1994 et 1998.
Les médaillés d'or olympiques les plus âgés sont Hugo Herrnhof (29 ans et 158 jours en 1994) et Cathy Turner (31 ans et 320 jours la même année). Aucun athlète n'a obtenu de médaille olympique en étant plus âgé que Herrnhof en 1994, tandis que chez les femmes, le record est détenu par Tania Vicent, qui avait 34 ans et 42 jours en 2010. Les patineurs les plus jeunes médaillés d'or sont Song Jae-kun (18 ans et 7 jours en 1992) et sa compatriote Kim Yun-mi qui détient le record tous sports d'hiver confondus avec 13 ans et 83 jours en 1994.
Jorien ter Mors est la seule short-trackeuse à avoir obtenu des médailles en deux sports en une seule édition des Jeux olympiques d'hiver, en 2018 : elle remporte l'or en patinage de vitesse et le bronze en patinage de vitesse sur piste courte. Avant elle, Eric Flaim avait obtenu l'argent en patinage de vitesse en 1988 et en short-track en 1994.
Steven Bradbury est le premier médaillé d'or australien aux Jeux olympiques d'hiver en 2002 et Cheyenne Goh la première athlète singapourienne à se qualifier pour des Jeux olympiques d'hiver (2018).

## Performances
Les records du monde juniors ne peuvent être enregistrés que pendant des compétitions qui ne sont pas ouvertes aux seniors. Ils ne sont donc que rarement pris en compte. Toute personne battant un record du monde doit passer un test antidopage dans la même journée pour que le record soit validé.
|              | Hommes         | Hommes                        | Femmes         | Femmes                       |
| ------------ | -------------- | ----------------------------- | -------------- | ---------------------------- |
| 500 mètres   | Wu Dajing      | 39 s 505                      | Kim Boutin     | 41 s 936                     |
| 1 000 mètres | Hwang Dae-heon | 1 min 20 s 875                | Shim Suk-hee   | 1 min 26 s 661               |
| 1 500 mètres | Sjinkie Knegt  | 2 min 7 s 943                 | Choi Min-jeong | 2 min 14 s 354               |
| Relais       | États-Unis     | 6 min 29 s 052 (5 000 mètres) | Pays-Bas       | 4 min 3 s 471 (3 000 mètres) |